# Szymon Askenazy
Szymon Askenazy (Zawichost, 28 dicembre 1866 – Varsavia, 22 giugno 1935) è stato uno storico, diplomatico e politico polacco, fondatore della scuola Askenazy.

## Biografia
Dal 1902 insegnò al Politecnico di Leopoli. Nel 1909, poi, fu cooptato nell'Accademia Polacca delle Scienze (Polska Akademia Umiejętności).
A seguito della riconquistata indipendenza polacca, fu scelto come primo rappresentante polacco presso la Società delle Nazioni (1920-1923), ma fu costretto a dimettersi qualche anno più tardi a causa di una campagna antisemita rivolta contro di lui.
Nel corso dei suoi studi, si è concentrato principalmente sulla storia politica ed economica della Polonia del XVIII e XIX secolo, gettando le basi per la scuola di storia di Leopoli-Varsavia (conosciuta anche come scuola Askenazy). Inoltre, è da rilevare come egli sia stato il primo storico a sottolineare che le divisioni in periodi storici, hanno un'importanza cruciale per la comprensione della storia polacca.
La sua idea di descrivere la storia di una nazione tenendo conto del suo sviluppo sociale ed economico, nonché del contesto internazionale e diplomatico, influenza ancora oggi gli studi storici polacchi.